# Rolling Papers
Albums de Wiz Khalifa
Deal or No Deal
(2009) Mac and Devin Go to High School
(2011)
Singles
1. Black and Yellow
Sortie : 14 septembre 2010
2. Roll Up
Sortie : 3 février 2011
3. On My Level
Sortie : 28 mai 2011
4. No Sleep
Sortie : 22 mars 2011

Rolling Papers est le troisième album studio de Wiz Khalifa, sorti le 29 mars 2011.
L'album s'est classé 1er au Top R&B/Hip-Hop Albums et au Top Rap Albums et 2e au Billboard 200 et au Top Digital Albums. Il a été certifié disque d'or par la Recording Industry Association of America (RIAA) le 21 juin 2011.
Le single Black and Yellow rend hommage à Pittsburgh, ville dans laquelle le rappeur a passé son enfance.

## Liste des titres
| No  | Titre                                                           | Auteur                                          | Contient un (des) sample(s) de  | Durée |
| --- | --------------------------------------------------------------- | ----------------------------------------------- | ------------------------------- | ----- |
| 1.  | When I'm Gone (Produit par Eric Dan et Big Jerm)                | Cameron Thomaz, Eric Dan, Jeremy Kulousek       |                                 | 4:09  |
| 2.  | On My Level (featuring Too $hort – Produit par Jim Jonsin)      | Thomaz, Todd Shaw, James Scheffer, Danny Morris |                                 | 4:32  |
| 3.  | Black and Yellow (Produit par Stargate)                         | Thomaz, Mikkel Eriksen, Tor Hermansen           |                                 | 3:37  |
| 4.  | Roll Up (Produit par Stargate)                                  | Thomaz, Eriksen, Hermansen                      |                                 | 3:47  |
| 5.  | Hopes and Dreams (Produit par Brandon Carrier)                  | Thomaz, Brandon Carrier                         |                                 | 3:59  |
| 6.  | Wake Up (Produit par Stargate)                                  | Thomaz, Eriksen, Hermansen                      |                                 | 3:46  |
| 7.  | The Race (Produit par Eric Dan et Big Jerm)                     | Thomaz, Dan, Kulousek                           |                                 | 5:35  |
| 8.  | Star of the Show (featuring Chevy Woods – Produit par Eric Dan) | Thomaz, Dan, Kevin Woods                        |                                 | 4:46  |
| 9.  | No Sleep (Produit par Benny Blanco)                             | Thomaz, Benjamin Levin                          | It Was a Good Day d'Ice Cube    | 3:12  |
| 10. | Get Your Shit (Produit par Eric Dan)                            | Thomaz, Dan                                     |                                 | 4:36  |
| 11. | Top Floor (Produit par Andrew « Pop » Wansel et Oak)            | Thomaz, Andrew Wansel, Warren Felder            |                                 | 3:42  |
| 12. | Fly Solo (Produit par Eric Dan)                                 | Thomaz, Dan                                     |                                 | 3:20  |
| 13. | Rooftops (featuring Curren$y – Produit par Bei Maejor)          | Thomaz, Shante Franklin, Brandon Green          | Black and Yellow de Wiz Khalifa | 4:21  |
| 14. | Cameras (Eric Dan)                                              | Thomaz, Dan                                     | Politics as Usual de Jay-Z      | 4:29  |

| 15. | Taylor Gang (featuring Chevy Woods – Produit par Lex Luger) | Thomaz, Lexus Lewis, Woods | 5:35 |

| 15. | Middle of You (featuring Chevy Woods, Nikkiya et MDMA – Produit par WillPower et Hollywood Hot Sauce) | Thomaz, Dan, Nikkiya Brooks, William Washington, Jason Boyd, Woods | 4:16 |
| 16. | Stoned (Produit par Stargate)                                                                         | Thomaz, Dan, Eriksen, Hermansen                                    | 3:31 |